# Número de Fresnel
O número de Fresnel F, chamado assim devido ao físico Augustin-Jean Fresnel, é um número adimensional que se utiliza em óptica, particularmente na difracção das ondas electromagnéticas.
Para uma onda electromagnética que atravessa uma abertura e impacta sobre um ecrã, o número de Fresnel F define-se como:
{\displaystyle F={\frac {a^{2}}{L\lambda }}}
Nesta expressão, λ é o comprimento de onda, a é o tamanho (por exemplo o raio) da abertura, e L é a distância a partir da abertura até ao ecrã.
Dependendo do valor de F, a difracção pode ser de dois tipos (ou casos) especiais:
- Difracção de Fraunhofer para {\displaystyle F\ll 1}
- Difracção de Fresnel para {\displaystyle F\gtrsim 1}

Valores intermédios requerem uma análise mais detalhada, baseada na teoria da difracção escalar.